# Список країн без політичних партій
Це список країн і територій з постійним населенням, де немає легальних політичних партій. Деякі опозиційні групи діють таємно.

## Список
- Бахрейн — політичні «партії» заборонені, але дозволено політичні «товариства». Однак засоби масової інформації зазвичай називають ці утворення «партіями».
- Острів Різдва
- Кокосові острови
- Фолклендські Острови
- Гернсі
- Кувейт — політичні «партії» не визнаються законом, але політичні блоки дозволені. Однак засоби масової інформації зазвичай називають ці блоки «партіями».
- Федеративні Штати Мікронезії
- Острів Норфолк
- Оман — політичні партії заборонені
- Палау
- Піткерн
- Катар — політичні партії заборонені
- Острови Святої Єлени, Вознесіння і Тристан-да-Кунья
- Саудівська Аравія — політичні партії заборонені[1][2]
- Токелау
- Тувалу
- ОАЕ — політичні партії заборонені
- Ватикан
- Есватіні – політичні партії заборонені[3].

## Колишні країни
- Конфедеративні Штати Америки - незважаючи на те, що політичні партії не були заборонені, в Конфедеративному Конгресі не було політичних партій.
- Уряд Польщі у вигнанні - офіційних політичних партій не було, але існувало кілька неофіційних політичних фракцій[4]
- Лівійська Арабська Джамахірія